# Далян (вилает Мугла)
Вижте пояснителната страница за други значения на Далян.
Далян (на турски: Dalyan) е крайбрежен град и курорт, намиращ се между градовете Мармарис и Фетхие на югозападния бряг на Турция в околия Ортаджа, вилает Мугла. По данни от 2000 г. населението му наброява 4848 души.
Курортът придобива международна известност през 1986 г., когато предприемачи искат да построят луксозен хотел на близкия плаж, който е място за размножаване на застрашен от изчезване вид морски костенурки карета. Проектът предизвиква широко международно обсъждане, по-късно е спрян и днес плажът е защитена зона (на английски: Köyceğiz-Dalyan Special Environmental Protection Area).
Животът в Далян е свързан с река Далян, която тече покрай града. Предпочитаният транспорт до всички околни места е с лодки, по реката, навигиращи през лабиринт от тръстика.

## Етимология
Далян означава „риболовен бент“ на турски език.

## Забележителности
В скалите над реката са разположени фасадите на ликийски гробници, изрязани в скалата около 4 век пр.н.е. Руините на древногръцкия полис Каунос се намират наблизо от другата страна на реката.
На юг от Далян на средиземноморския бряг се намира Плажът на костенурките. Дотам има редовен транспорт с лодка. Посетителите трябва да внимават за отбелязаните места за гнездене на костенурките. Пътят дотам е живописен, предлагащ гледки към езерото Сюлюнгюр. През 1995 г. плажът на костенурките печели приза най-добър плаж на света.
Звездата от „Спасители на плажа“ Дейвид Хазелхоф е съсобственик и от време на време управител на сладоледен бар „Гердерс“, който се намира на главния път изток-запад от центъра на града.